# グレース・ムガベ
グレース・ムガベ（チェワ語: Grace Ntombizodwa Mugabe、セナ語: Grace Ntombizodwa Mugabe、英語: Grace Ntombizodwa Mugabe、1965年7月23日 - ）は、ジンバブエの政治活動家。学位は博士（ジンバブエ大学・2014年）。旧姓はマルフ（アフリカーンス語: Marufu、英語: Marufu）。第2代ジンバブエ大統領ロバート・ムガベ（2017年12月、クーデターにより辞職）の妻。
大統領府大統領秘書官などを歴任した。

## 来歴

### 生い立ち
1965年7月23日、南アフリカ共和国のハウテン州ベノニ町にて生まれた。ベノニ町はヨハネスブルグにほど近く、現在はエクルレニ都市圏の一部となっている。南アフリカ共和国にあるクリスチャン・カレッジ・オブ・サウス・アフリカ（南アフリカクリスチャン大学）の通信制に進学し、秘書科を卒業した。
1983年、ジンバブエの空軍軍人であるスタンリー・ゴレラザと結婚する。その後、ジンバブエの大統領府に勤務することになり、大統領秘書官などを歴任した。1996年に大統領秘書官を退任した。

### 政治活動家として

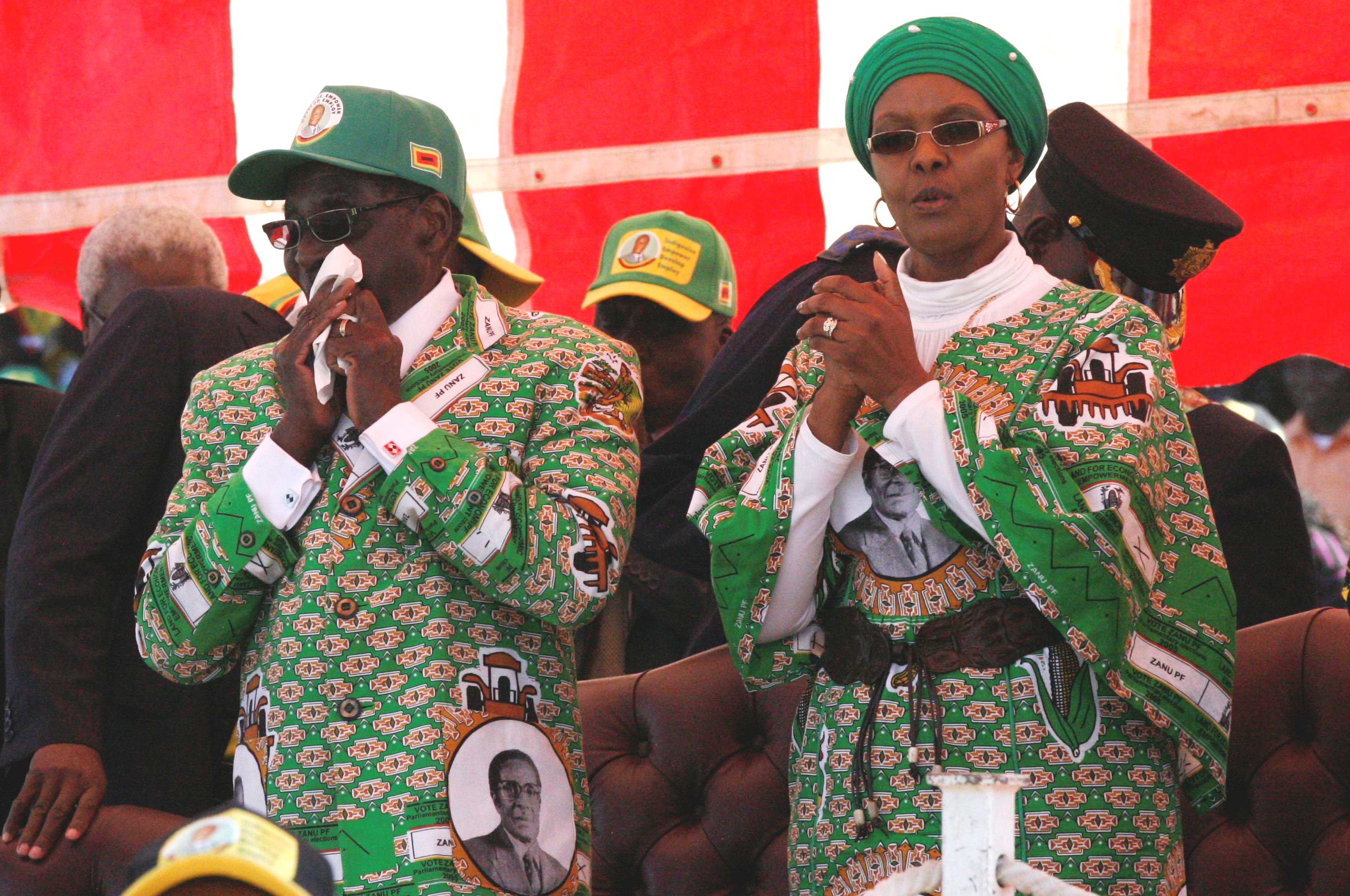
2013年8月4日、ハラレ市にて大統領ロバート・ムガベ（左）と

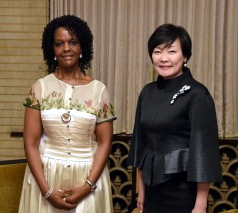
2016年3月28日、日本にて安倍昭恵（右）と

大統領秘書官としての勤務を通じて、ジンバブエの現職大統領であるロバート・ムガベの知遇を得て、1996年に結婚することになった（ゴレラザとは離婚。ムガベは妻と死別しており再婚同士）。以降は大統領夫人として、ジンバブエの政界に影響を及ぼすようになる。
2007年から中国人民大学で中国語を学び、2011年に学位を授与された。
2013年のアフリカ開発会議の際には、大統領であるロバートに同行し日本を訪れている。ロバートが代表を務めるジンバブエ・アフリカ民族同盟愛国戦線においては、2014年より女性局の局長を務めている。なお、同年には、ジンバブエ大学より博士の学位が授与されている。また、2015年の年始はロバートとともに東アジアで休暇を楽しんでいたが、虫垂炎に罹患しシンガポールで手術を受けた。2016年、日本の内閣総理大臣である安倍晋三からの招待を受け、ロバートともに再び日本を訪れた。晋三の妻である安倍昭恵らから歓待を受けた。
ロバートは30年以上に渡って政権を維持しており、既に90代となっても現職の大統領として執務していた。2018年に予定される大統領選挙への立候補も表明しており、既に与党から候補者として指名されていた。しかし、あまりに高齢であるため選挙が近づくにつれて、第一副大統領を務めるエマーソン・ムナンガグワと、与党の女性局を率いるグレースとが、ロバートの後継候補として取り沙汰されるようになった。与党であるジンバブエ・アフリカ民族同盟愛国戦線においても、党内を二分する権力争いが繰り広げられた。ロバートと同じく植民地解放闘争に参加した経験を持つ古参党員らは、同じく高齢のムナンガグワを支持することでまとまり、その勢力は「チームラコステ」と呼ばれるようになった。一方、世代交代を求める若手党員らは、50代のグレースを支持することでまとまり、その勢力は「ジェネレーション40」と呼ばれるようになった。
2017年11月、ムナンガグワが第一副大統領を解任されたため、グレースが最有力後継候補として注目が集まるようになる。同年11月5日、キリスト教信者らに対する演説にて、大統領職を引き継ぐ準備はできていると表明した。この演説において、グレースがロバートに対して「恐れないで。あなたが私に大統領職を与えたいのなら、気兼ねなく私に渡しなさい」と要求したことが明かされた。これにより、ジンバブエ・アフリカ民族同盟愛国戦線の党内においても、世代交代を求めるジェネレーション40が勢いを増し、古参党員らチームラコステの敗北が決まったかに見えた。
この状況に対し、同年11月13日、ムナンガグワと親しい国軍司令官のコンスタンチノ・チウェンガが「軍は介入をためらわない」との声明を発表したため、与党のジンバブエ・アフリカ民族同盟愛国戦線が「反逆行為だ」と批判するなど、ムナンガグワ支持勢力とグレース支持勢力の対立が続いていた。ジンバブエ・アフリカ民族同盟愛国戦線の党内においても、チームラコステとジェネレーション40との確執はより深まっていった。

### クーデター後
2017年、退陣したムガベに住宅などが支給されることとなり、ジンバブエで暮らし続けた。しかし、翌2018年3月には象牙密輸の関係者として捜査対象になったほか、2018年9月にはグレースの母親が死去。通夜の席でムガベがクーデターにより大統領の座に収まったムナンガグワとの和解を示唆したことで、ほぼ政治生命は絶たれることとなった。
そのムガベも2019年、療養先のシンガポールで死去した。同年に公開された財産目録によれば、現金1000万ドル、自動車10台、農場1か所、住宅2軒の遺産を娘とともに相続したが、後年、娘の離婚裁判を通じて目録以上の財産が残されていたことが示唆されている。

## 略歴

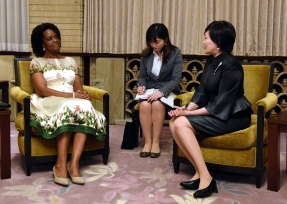
2016年3月28日、日本にて安倍昭恵（右）と

- 1965年 - ハウテン州ベノニ町にて誕生[1]。
- 1983年 - スタンリー・ゴレラザと結婚。
- 1996年 - 大統領府退職。
- 1996年 - ロバート・ムガベと結婚[1]。
- 2014年 - ジンバブエ・アフリカ民族同盟愛国戦線女性局局長[1]。

## 家族・親族
前夫であるスタンリー・ゴレラザとの間に1子を儲けた。また、夫であるロバート・ムガベとの間に3子を儲けた。ロバートとの間に生まれた第一子であるボナ・ムガベは、香港城市大学やシンガポール経営大学で学んだ。

## 関連人物
- ロバート・ムガベ